# 小川町立竹沢小学校
小川町立竹沢小学校（おがわちょうりつたけざわしょうがっこう）は、埼玉県比企郡小川町大字木部にある公立小学校。

## 教育目標
出典
- やさしく
- かしこく
- たくましく

## 沿革
出典
- 1874年（明治7年）1月 - 竹沢学校を靱負村民家に開校
- 1880年（明治13年）- 勝呂村民家に借家移転
- 1890年（明治23年）4月 - 木部安照寺に移転
- 1901年（明治34年）12月 - 現在地に校舎新築移転
- 1920年（大正9年）4月 - 竹沢尋常高等小学校と改称
- 1955年（昭和30年）2月 - 竹沢小学校と改称
- 1969年（昭和44年）3月 - 校歌制定
- 1992年（平成4年）2月 - 校舎新築
- 1993年（平成5年）3月 - 体育館新築